# Secretaría de Gobernación, Justicia y Descentralización
La Secretaría de Gobernación, Justicia y Descentralización (SGJD) es una entidad gubernamental de Honduras encargada de la gestión del régimen interior del país, la descentralización del Estado y la promoción de la justicia. Su sede se encuentra en Tegucigalpa, y depende del Poder Ejecutivo de Honduras.

## Historia
La institución fue creada en 1826 tras la promulgación de la Constitución del Estado de Honduras de 1825. En sus inicios, su gestión se enfocó en la administración de los siete departamentos originales de Honduras: Choluteca, Comayagua, Gracias a Dios, Santa Bárbara, Olancho, Tegucigalpa y Yoro.[cita requerida]
En 2017, mediante el Decreto PCM-055-2017, la Secretaría sufrió una reestructuración con la escisión del «Despacho de Derechos Humanos», creando la actual Secretaría de Derechos Humanos de Honduras.

## Funciones
Las funciones de la Secretaría de Gobernación, Justicia y Descentralización incluyen:
- Coordinación del régimen departamental y municipal.
- Ejecución de la política nacional de descentralización.
- Regulación de la participación ciudadana en el ámbito local.
- Enlace con organizaciones de la sociedad civil en temas de descentralización y desarrollo económico.
- Supervisión de los medios de comunicación en relación con la protección de derechos constitucionales.
- Regulación de la política de migración y extranjería a través del Instituto Nacional de Migración.
- Supervisión del Diario Oficial "La Gaceta".
- Aplicación de políticas de protección civil y gestión de riesgos en coordinación con la Comisión Permanente de Contingencias.
- Regulación del Cuerpo de Bomberos de Honduras.
- Supervisión del Instituto Nacional Penitenciario y del Instituto Nacional para la Atención a Menores Infractores (INAMI).
- Registro y supervisión de asociaciones civiles y entidades sin fines de lucro.

## Estructura Organizacional
La Secretaría está estructurada en distintos niveles de gestión:

### Nivel Decisorio
- Secretario de Estado: Tomás Eduardo Vaquero Morris
- Subsecretaría de Justicia: Heidy Waleska Barahona Alachán
- Subsecretaría de Gobernación y Descentralización: (Sin nombramiento)

### Unidades Transversales
- Comisión Jurídica Nacional
- Unidad de Transparencia y Acceso a la Información Pública
- Unidad de Auditoría Interna
- Unidad de Planificación y Evaluación de la Gestión
- Unidad de Modernización
- Unidad de Infotecnología

### Nivel Ejecutor
Bajo la Subsecretaría de Gobernación y Descentralización:
- Comisión Interinstitucional de Delimitación Territorial
- Dirección de Régimen Departamental
- Dirección de Fortalecimiento Municipal
- Dirección de Descentralización del Estado
- Dirección de Desarrollo Económico Local

Bajo la Subsecretaría de Justicia:
- Dirección de Regulación, Registro y Seguimiento de Asociaciones Civiles
- Departamento Administrativo de Inquilinato
- Dirección de Fomento a las Organizaciones de Sociedad Civil
- Dirección de Promoción y Fortalecimiento para el Acceso a la Justicia
- Dirección de Solución Extrajudicial de Conflictos

### Nivel Desconcentrado
Las siguientes entidades están bajo la supervisión de la SGJD:
- Cuerpo de Bomberos de Honduras
- Instituto Nacional para la Atención a Menores Infractores (INAMI)
- Empresa Nacional de Artes Gráficas (ENAG)
- Instituto Nacional Penitenciario (INP)
- Instituto Nacional de Migración (INM)